# Chad Stahelski
Chad Stahelski est un cascadeur, coordinateur des cascades, acteur, assistant réalisateur puis réalisateur américain, né le 20 septembre 1968 à Fort Worth, au Texas.
Il est connu pour avoir réalisé la saga John Wick, et pour avoir doublé Brandon Lee à la suite de l'accident tragique survenu lors du tournage de The Crow (1994).

## Biographie
Chad Stahelski est d'origine polonaise du côté de son père.[réf. nécessaire]

## Filmographie
Sauf indication contraire, les informations mentionnées dans cette section peuvent être confirmées par la base de données cinématographiques IMDb,  présente dans la section « Liens externes ».

### Réalisateur et producteur
- 2014 : John Wick (coréalisé avec David Leitch, non crédité au générique)
- 2017 : John Wick 2 (John Wick: Chapter 2)
- 2019 : John Wick Parabellum
- 2023 : John Wick : Chapitre 4
- projet : John Wick 5 (en pré-production)
- projet : Highlander (en pré-production)
- projet : Ghost of Tsushima

### Acteur
- 1994 : The Crow : Eric Draven / The Crow (doublure de Brandon Lee après le décès de celui-ci lors du tournage)
- 2005 : Constantine : un démon (non crédité)
- 2006 : V pour Vendetta : Storm Saxon
- 2007 : Die Hard 4: Retour en enfer : un terroriste (non crédité)
- 2021 : Matrix Resurrections : Handsome Chad

### Cascadeur
- 1994 : The Crow
- 1999 : The Matrix
- 2001 : Ghosts of Mars

### Seconde équipe
- 2016 : Captain America: Civil War d'Anthony et Joe Russo
- 2020 : Birds of Prey de Cathy Yan (superviseur des scènes d'actions)

### Producteur
- 2014 : John Wick de Chad Stahelski
- 2017 : John Wick 2 de Chad Stahelski (producteur délégué)
- 2019 : John Wick Parabellum (producteur délégué)
- 2021 : Meurtrie de Halle Berry (producteur exécutif)
- 2022 : Day Shift de J. J. Perry
- 2023 : John Wick : Chapitre 4 de Chad Stahelski
- 2023 : Le Continental : D'après l'Univers de John Wick (The Continental : From the World of John Wick) (série TV)
- 2025 : Nobody 2 de Timo Tjahjanto
- 2025 : Ballerina de Len Wiseman

## Box-office
| Films                         | États-Unis    | International | Mondiale        | France            | Budget        |
| ----------------------------- | ------------- | ------------- | --------------- | ----------------- | ------------- |
| John Wick (2014)              | 43 037 835 $  | 45 793 851 $  | 88 831 686 $    | 401 448 Entrées   | 20 000 000 $  |
| John Wick 2 (2017)            | 92 029 184 $  | 82 319 448 $  | 174 348 632 $   | 335 241 Entrées   | 40 000 000 $  |
| John Wick Parabellum (2019)   | 171 015 687 $ | 157 333 700 $ | 328 349 908 $   | 842 313 Entrées   | 75 000 000 $  |
| John Wick : Chapitre 4 (2023) | 187 131 806 $ | 253 025 439 $ | 440 157 245 $   | 1 054 488 Entrées | 90 000 000 $  |
| Total                         | 493 214 512 $ | 538 472 439 $ | 1 031 687 471 $ | 2 633 490 Entrées | 225 000 000 $ |